# سفارة أوكرانيا في واشنطن العاصمة
سفارة أوكرانيا في الولايات المتحدة هي التمثيلية الرسمية وسفارة أوكرانيا في الولايات المتحدة.
تدير السفارة قنصليات عامة في كل من نيويورك، وسان فرانسيسكو، وشيكاغو.

## مقالات ذات صلة
- سفارة بولندا في واشنطن العاصمة
- سفارة السويد في واشنطن العاصمة
- سفارة النمسا في واشنطن العاصمة